# Gregor Leonhard Reiner
Gregor Leonhard Reiner OPraem (* 6. Februar 1756 in Murnau am Staffelsee als Leonhard Reiner; † 15. Februar 1807 in Landshut) war ein deutscher Philosoph und Hochschullehrer.

## Leben
Reiner erhielt zunächst seine Ausbildung an den Klosterschulen von Ettal, Polling und Schussenried, bevor er an das Jesuitenkolleg St. Salvator in Augsburg ging. Er trat 1774 in das Prämonstratenserkloster Steingaden als Novize ein. Dort erhielt er den Ordensnamen Gregor. Nach dem Studium im eigenen Kloster wurde er von seinen Oberen zum weiteren Studium ins Kloster Polling geschickt. Dort studierte er bei Gerhoh Steigenberger Philosophie, Mathematik und Literaturgeschichte. Nach Steingaden zurückgekehrt unterrichtete er ab 1779 Philosophie und Mathematik als Professor domesticus in seinem Kloster.
Reiner folgte 1781 einem Ruf als ordentlicher Professor der Philosophie an die Universität Ingolstadt. Er wurde dort 1781 zum Dr. theol. promoviert. 1784 erhielt er zudem den Lehrstuhl für Universalgeschichte. Reiner, der zu dieser Zeit Wolffianer und der Aufklärung zugeneigt war, in Konflikt mit dem Theologen Wolfgang Frölich (1748–1810). Auch der Bischof von Eichstätt Johann Anton III. Freiherr von Zehmen beklagte sich über Reiners Verhalten und Lehre, sodass er 1785 aus Ingolstadt verbannt wurde. Er ging daraufhin nach München und wurde dort Hauslehrer beim Grafen Max von Preysing, bevor 1789 als Professor der Philosophie und Mathematik sowie als Bibliothekar nach Steingaden zurückkehrte. 
Reiner befasste sich zunehmend mit Immanuel Kant. Er gilt deshalb als einer der frühesten katholischen Vertreter der Philosophie Kants. Nachdem 1799 Kurfürst Max IV. Joseph die Amtsgeschäfte übernahm, wurde er am 21. Oktober 1799 erneut zum Professor für praktische Philosophie und Universalgeschichte an die Universität Ingolstadt berufen. Mit der Verlegung der Universität wurde er 1800, gegen den Widerstand von Johann Michael Sailer, an die Universität Landshut übernommen. Dort wirkte er bis zu seinem Tod.

## Werke (Auswahl)
- Allgemeiner Innhalt der reinen Mathematik und Geodaesie, Mayr, Füssen 1794.
- Die Grundlehren der Arithmetik und der Algebra, Mayr, Füssen 1796.
- Theorie der reinmoralischen Religion: mit Rücksicht auf das reine Christenthum von I. Kant, Comptoir für Litteratur, Elberfeld 1798.
- Allgemeine Rechtslehre nach Kant, Attenkofer, Landshut 1802.